# Naŷrán
Naŷrán (نجران Naŷrān) es una ciudad en el suroeste de Arabia Saudí, cerca de la frontera con Yemen. Es la capital de la Provincia de Najrán. Diseñada como ciudad planificada, es una de las urbes de mayor crecimiento del país. Su población pasó de 47 500 habitantes en 1974, a 90 983 habitantes en 1992 y a 246 880 habitantes en 2004, según los censos. La población pertenece en su mayoría a la tribu Banu Yam.
- Datos: Q27174
- Multimedia: Najran / Q27174